# Leichtathletik-Weltmeisterschaften 2013/Teilnehmer (Kenia)
| Gelbes Symbol für Goldmedaillen mit stilisierten Olympischen Ringen | Graues Symbol für Silbermedaillen mit stilisierten Olympischen Ringen | Braundes Symbol für Bronzemedaillen mit stilisierten Olympischen Ringen |
| ------------------------------------------------------------------- | --------------------------------------------------------------------- | ----------------------------------------------------------------------- |
| 4                                                                   | 4                                                                     | 3                                                                       |

Der Leichtathletik-Verband Kenias stellte 49 Teilnehmer bei den Leichtathletik-Weltmeisterschaften 2013 in der russischen Hauptstadt Moskau.

## Ergebnisse

### Männer

#### Laufdisziplinen
| Athlet | Disziplin        | Vorlauf        | Vorlauf | Halbfinale         | Halbfinale         | Finale             | Finale             |
| Athlet | Disziplin        | Zeit           | Platz   | Zeit               | Platz              | Zeit               | Platz              |
| --- | ---------------- | -------------- | ------- | ------------------ | ------------------ | ------------------ | ------------------ |
| Anthony Chemut | 800 m            | 1:47,13 min    | 22      | 1:46,06 min        | 15                 | nicht qualifiziert | nicht qualifiziert |
| Jeremia Mutai | 800 m            | 1:50,17 min    | 40      | nicht qualifiziert | nicht qualifiziert | nicht qualifiziert | nicht qualifiziert |
| Ferguson Cheruiyot Rotich | 800 m            | 1:45,25 min    | 2       | DSQ                | DSQ                | –––                | –––                |
| Bethwell Birgen | 1500 m           | 3:38,60 min    | 7       | 3:37,34 min        | 10                 | nicht qualifiziert | nicht qualifiziert |
| Nixon Kiplimo Chepseba | 1500 m           | 3:38,37 min    | 2       | 3:35,88 min        | 1                  | 3:36,87 min        | 4                  |
| Silas Kiplagat | 1500 m           | 3:39,31 min    | 18      | 3:43,52 min        | 13                 | 3:37,11 min        | 6                  |
| Asbel Kiprop | 1500 m           | 3:38,15 min    | 1       | 3:43,30 min        | 12                 | 3:36,28 min        | Gold               |
| John Kipkoech | 5000 m           | 13:31,21 min   | 17      |                    |                    | nicht qualifiziert | nicht qualifiziert |
| Isaiah Kiplangat Koech | 5000 m           | 13:22,19 min   | 3       |                    |                    | 13:27,26 min       | Bronze             |
| Thomas Pkemei Longosiwa | 5000 m           | 13:23,94 min   | 9       |                    |                    | 13:27,67 min       | 4                  |
| Edwin Cheruiyot Soi | 5000 m           | 13:21,44 min   | 2       |                    |                    | 13:29,01 min       | 5                  |
| Bedan Karoki | 10.000 m         |                |         |                    |                    | 27:27,17 min       | 6                  |
| Kenneth Kiprop Kipkemoi | 10.000 m         |                |         |                    |                    | 27:28,50 min       | 7                  |
| Paul Kipngetich Tanui | 10.000 m         |                |         |                    |                    | 27:22,61 min       | Bronze             |
| Nicholas Kipkemboi | Marathon         |                |         |                    |                    | DNF                | DNF                |
| Bernard Kiprop Kipyego | Marathon         |                |         |                    |                    | 2:14:01 h          | 12                 |
| Michael Kipkorir Kipyego | Marathon         |                |         |                    |                    | 2:17:47 h          | 25                 |
| Bernard Kiprop Koech | Marathon         |                |         |                    |                    | DNF                | DNF                |
| Peter Kimeli Some | Marathon         |                |         |                    |                    | 2:11:47 h          | 9                  |
| Ezekiel Kemboi | 3000 m Hindernis | 8:23,84 min    | 11      |                    |                    | 8:06,01 min        | Gold               |
| Conseslus Kipruto | 3000 m Hindernis | 8:22,31 min    | 7       |                    |                    | 8:06,37 min        | Silber             |
| Paul Kipsiele Koech | 3000 m Hindernis | 8:22,88 min    | 8       |                    |                    | 8:08,62 min        | 4                  |
| Abel Kiprop Mutai | 3000 m Hindernis | 8:19,15 min    | 3       |                    |                    | 8:17,04 min        | 7                  |
| Alphas Leken Kishoyian Moses Kertich Boniface Mweresa Mike Mokamba Nyang’au Boniface Mucheru Tumuti Vincent Kiplangat Kosgei | 4 × 400          | 3:06,29 min SB | 23      |                    |                    | nicht qualifiziert | nicht qualifiziert |

#### Sprung/Wurf
| Athlet      | Disziplin | Qualifikation | Qualifikation | Finale     | Finale |
| Athlet      | Disziplin | Weite         | Platz         | Weite      | Platz  |
| ----------- | --------- | ------------- | ------------- | ---------- | ------ |
| Julius Yego | Speerwurf | 80,88 m       | 8             | 85,40 m NR | 4      |

### Frauen

#### Laufdisziplinen
| Athletin                    | Disziplin        | Vorlauf        | Vorlauf | Halbfinale  | Halbfinale | Finale             | Finale             |
| Athletin                    | Disziplin        | Zeit           | Platz   | Zeit        | Platz      | Zeit               | Platz              |
| --------------------------- | ---------------- | -------------- | ------- | ----------- | ---------- | ------------------ | ------------------ |
| Maureen Jelagat Maiyo       | 400 m            | DSQ            | DSQ     | –––         | –––        | –––                | –––                |
| Winny Chebet                | 800 m            | 1:59,58 min SB | 5       | 2:01,04 min | 12         | nicht qualifiziert | nicht qualifiziert |
| Eunice Jepkoech Sum         | 800 m            | 2:00,49 min    | 14      | 2:00,70 min | 7          | 1:57,38 min PB     | Gold               |
| Faith Kipyegon              | 1500 m           | 4:08,66 min    | 19      | 4:04,83 min | 2          | 4:05,08 min        | 5                  |
| Nancy Jebet Langat          | 1500 m           | 4:07,98 min    | 10      | 4:05,30 min | 6          | 4:06,01 min        | 9                  |
| Hellen Obiri                | 1500 m           | 4:06,98 min    | 2       | 4:05,76 min | 10         | 4:03,86 min        | Bronze             |
| Mercy Cherono               | 5000 m           | 15:34,70 min   | 8       |             |            | 14:51,22 min       | Silber             |
| Viola Jelagat Kibiwot       | 5000 m           | 15:24,47 min   | 3       |             |            | 15:01,67 min       | 4                  |
| Margaret Wangari Muriuki    | 5000 m           | DNF            | DNF     |             |            | –––                | –––                |
| Emily Chebet Muget          | 10.000 m         |                |         |             |            | 30:47,02 min       | 4                  |
| Gladys Cherono              | 10.000 m         |                |         |             |            | 30:45,17 min       | Silber             |
| Selly Chepyego Kaptich      | 10.000 m         |                |         |             |            | 31:22,11 min       | 7                  |
| Lucy Wangui Kabuu           | Marathon         |                |         |             |            | 2:44:06 h          | 24                 |
| Valentine Jepkorir Kipketer | Marathon         |                |         |             |            | DNF                | DNF                |
| Edna Ngeringwony Kiplagat   | Marathon         |                |         |             |            | 2:25:44 h          | Gold               |
| Milcah Chemos Cheywa        | 3000 m Hindernis | 9:36,16 min    | 8       |             |            | 9:11,65 min WL     | Gold               |
| Lidya Chepkurui             | 3000 m Hindernis | 9:24,19 min    | 2       |             |            | 9:12,55 min PB     | Silber             |
| Gladys Kipkemoi             | 3000 m Hindernis | 9:54,22 min    | 24      |             |            | nicht qualifiziert | nicht qualifiziert |
| Hyvin Kiyeng                | 3000 m Hindernis | 9:36,19 min SB | 9       |             |            | 9:22,05 min PB     | 6                  |